# Acacia dyeri
Acacia dyeri é uma espécie de leguminosa do gênero Acacia, pertencente à família Fabaceae.